# Episodi di Mom (quarta stagione)
La quarta stagione della sitcom Mom è stata trasmessa in prima visione assoluta negli Stati Uniti da CBS dal 27 ottobre 2016 all'11 maggio 2017.
In Italia la stagione è stata strasmessa in prima visione da Joi, canale a pagamento della piattaforma Mediaset Premium, dal 1º febbraio al 28 giugno 2017; in chiaro è trasmessa da Italia 1 dal 21 maggio 2019.
| nº | Titolo originale                            | Titolo italiano             | Prima TV USA     | Prima TV Italia  |
| -- | ------------------------------------------- | --------------------------- | ---------------- | ---------------- |
| 1  | High-tops and Brown Jacket                  | Tempo di incontri           | 27 ottobre 2016  | 1º febbraio 2017 |
| 2  | Sword Fights and a Dominican Shortstop      | L'agenzia immobiliare       | 3 novembre 2016  | 8 febbraio 2017  |
| 3  | Sparkling Water and Ba-dinkers              | Se non mi sballo, non ballo | 10 novembre 2016 | 15 febbraio 2017 |
| 4  | Curious George and the Big Red Nightmare    | Quell'erba non è mia        | 17 novembre 2016 | 22 febbraio 2017 |
| 5  | Blow and a Free McMuffin                    | Il piano di Violet          | 24 novembre 2016 | 1º marzo 2017    |
| 6  | Xanax and a Baby Duck                       | Nuove regole                | 1 dicembre 2016  | 8 marzo 2017     |
| 7  | Cornbread and a Cashmere Onesie             | Una nuova madre             | 8 dicembre 2016  | 15 marzo 2017    |
| 8  | Freckled Bananas and a Little Schwinn       | Alta moralità               | 15 dicembre 2016 | 22 marzo 2017    |
| 9  | Bad Hand and British Royalty                | Mano cattiva e mano buona   | 5 gennaio 2017   | 29 marzo 2017    |
| 10 | A Safe Word and a Rib Eye                   | Di nuovo amiche             | 12 gennaio 2017  | 5 aprile 2017    |
| 11 | Good Karma and the Big Weird                | Febbre da cavallo           | 19 gennaio 2017  | 12 aprile 2017   |
| 12 | Wind Chimes and a Bottomless Pit of Sadness | Strani sapori               | 2 febbraio 2017  | 19 aprile 2017   |
| 13 | A Bouncy Castle and an Aneurysm             | La collana di diamanti      | 9 febbraio 2017  | 26 aprile 2017   |
| 14 | Roast Chicken and a Funny Story             | La rovina di tutto          | 16 febbraio 2017 | 3 maggio 2017    |
| 15 | Night Swimmin' and an English Muffin        | Di nuovo insieme            | 23 febbraio 2017 | 10 maggio 2017   |
| 16 | Martinis and a Sponge Bath                  | L'incidente di Adam         | 9 marzo 2017     | 17 maggio 2017   |
| 17 | A Fist Fight and a Grunt of Approval        | Le valutazioni              | 30 marzo 2017    | 24 maggio 2017   |
| 18 | Tush Push and Some Radishes                 | Per colpa tua               | 6 aprile 2017    | 31 maggio 2017   |
| 19 | Tantric Sex and the Sprouted Flute          | Amore tantrico              | 13 aprile 2017   | 7 giugno 2017    |
| 20 | The Dali Lama and a Hedge Made of Gold      | Un passato da superare      | 27 aprile 2017   | 14 giugno 2017   |
| 21 | A Few Thongs and a Hawaiian Funeral         | Un funerale inaspettato     | 4 maggio 2017    | 21 giugno 2017   |
| 22 | Lockjaw and a Liquid Diet                   | Benvenuto in famiglia       | 11 maggio 2017   | 28 giugno 2017   |

## Tempo di incontri
- Titolo originale: High-tops and Brown Jacket
- Diretto da: Pamela Fryman
- Scritto da: Chuck Lorre, Eddie Gorodetsky e Gemma Baker

### Trama
Adam torna in anticipo dalla Croazia e viene ospitato in casa Plunkett. La relazione con Bonnie va avanti tra alti e bassi. Christy frequenta una nuova associazione per fare nuove amicizie, ma senza risultati.

## L'agenzia immobiliare
- Titolo originale: Sword Fights and a Dominican Shortstop
- Diretto da: Pamela Fryman
- Scritto da: Chuck Lorre, Eddie Gorodetsky e Gemma Baker

### Trama
Nel gruppo degli alcolisti anonimi torna Janine, l'amica omosessuale di Bonnie. Dopo l'incontro, offre a Christy un ottimo lavoro da agente immobiliare. Lei, combattuta, rifiuta per proseguire gli studi in legge. Adam e Bonnie attraversano un buon momento sentimentale.

## Se non mi sballo, non ballo
- Titolo originale: Sparkling Water and Ba-dinkers
- Diretto da: Pamela Fryman
- Scritto da: Chuck Lorre, Eddie Gorodetsky e Gemma Baker

### Trama
Bonnie pensa che Adam non la trovi più attraente e, per questo, iniziano a litigare. Adam, esasperato per i continui contrasti, decide di lasciare Bonnie. Quando lei va a trovarlo per scusarsi tutto si risolve.

## Quell'erba non è mia
- Titolo originale: Curious George and the Big Red Nightmare
- Diretto da: Pamela Fryman
- Scritto da: Chuck Lorre, Eddie Gorodetsky e Gemma Baker

### Trama
Roscoe viene sorpreso a fumare erba a casa di Candice. Lui afferma di averla ricevuta da un compagno, ma la realtà è che ha trovato la scorta di Baxter che non ha mai smesso di sballarsi. Christy, non potendo fare altro, si fa promettere da Baxter che terrà l'erba sotto chiave.

## Il piano di Violet
- Titolo originale: Blow and a Free McMuffin
- Diretto da: Pamela Fryman
- Scritto da: Chuck Lorre, Eddie Gorodetsky e Gemma Baker

### Trama
Violet contatta Christy perché ha contratto la mononucleosi e torna a vivere a casa Plunkett. Christy scopre che la figlia ha truffato diecimila dollari ad uno straniero che aveva bisogno della Green Card e le impone di lavorare per restituirli. Violet decide di tornare con il suo ex, Luke, ma solo per convenienza.

## Nuove regole
- Titolo originale: Xanax and a Baby Duck
- Diretto da: Pamela Fryman
- Scritto da: Chuck Lorre, Eddie Gorodetsky e Gemma Baker

### Trama
Roscoe è in cura da un terapeuta. Adam beve birra davanti a Roscoe e Christy disapprova il suo comportamento. Il terapeuta, terminata la sua valutazione, informa Christy che Roscoe non ha nessuna dipendenza.

## Una nuova madre
- Titolo originale: Cornbread and a Cashmere Onesie
- Diretto da: Pamela Fryman
- Scritto da: Chuck Lorre, Eddie Gorodetsky e Gemma Baker

### Trama
Jill è in crisi per l'anniversario della morte della madre suicida. Per riempire la propria vita decide di avere un figlio. Christy cerca di dissuaderla perché la ritiene una decisione troppo carica di responsabilità per l'amica. Jill, offesa, rompe l'amicizia.

## Alta moralità
- Titolo originale: Freckled Bananas and a Little Schwinn
- Diretto da: Pamela Fryman
- Scritto da: Chuck Lorre, Eddie Gorodetsky e Gemma Baker

### Trama
Jill è ancora arrabbiata con Christy. Bonnie si mette nei guai per un parcheggio per disabili. Adam la rimprovera duramente ma, quando la vede sinceramente pentita, la perdona.

## Mano cattiva e mano buona
- Titolo originale: Bad Hand and British Royalty
- Diretto da: Pamela Fryman
- Scritto da: Chuck Lorre, Eddie Gorodetsky e Gemma Baker

### Trama
Una coppia di vecchi amici di Adam vengono a trovarlo, ma sono due persone rozze e dedite all'alcool. Lei ha avuto una relazione con Adam e lui molesta Bonnie e Christy. Dopo essere stato picchiato da Adam, lui si presenta a una riunione degli alcolisti anonimi.

## Di nuovo amiche
- Titolo originale: A Safe Word and a Rib Eye
- Diretto da: Pamela Fryman
- Scritto da: Chuck Lorre, Eddie Gorodetsky e Gemma Baker

### Trama
Jill è incinta, ma non vuole che lo sappia Christy perché ancora arrabbiata per le critiche ricevute. Quando perde il bambino, Christy la consola e gli attriti vengono superati. Jill decide di adottare un bambino.

## Febbre da cavallo
- Titolo originale: Good Karma and the Big Weird
- Diretto da: Pamela Fryman
- Scritto da: Chuck Lorre, Eddie Gorodetsky e Gemma Baker

### Trama
Christy conosce il nipote di Marjorie, un uomo bello e affascinante. Nonostante la disapprovazione dell'amica, Christy lo seduce e ci fa sesso. Dopo alcuni incontri pubblici stravaganti, Marjorie spiega che il nipote ha alcuni problemi comportamentali e per questo è stato in cura.

## Strani sapori
- Titolo originale: Wind Chimes and a Bottomless Pit of Sadness
- Diretto da: Pamela Fryman
- Scritto da: Chuck Lorre, Eddie Gorodetsky e Gemma Baker

### Trama
Bonnie prende dei biscotti in casa di Adam senza avvisarlo. In realtà sono pieni di erba e così Bonnie e Christy finiscono col drogarsi involontariamente. Andate alla riunione degli alcolisti offrono i biscotti anche a Jill e Wendy. Le quattro amiche rischiano così di interrompere anni di "sobrietà".

## La collana di diamanti
- Titolo originale: A Bouncy Castle and an Aneurysm
- Diretto da: Pamela Fryman
- Scritto da: Chuck Lorre, Eddie Gorodetsky e Gemma Baker

### Trama
Bonnie conosce un uomo affascinante ad un festival del cibo. I due sono attratti l'uno dall'altra. Decidono di rivedersi e si baciano. Bonnie interrompe la frequentazione dell'uomo e racconta tutto ad Adam. Lui si sente tradito e decide di lasciarla.

## La rovina di tutto
- Titolo originale: Roast Chicken and a Funny Story
- Diretto da: Pamela Fryman
- Scritto da: Chuck Lorre, Eddie Gorodetsky e Gemma Baker

### Trama
Bonnie soffre per aver perso Adam. Christy lo incontra casualmente e cerca di convincerlo a tornare con la madre. Adam decide di tornare da Bonnie ma le cose stentano a tornare come prima.

## Di nuovo insieme
- Titolo originale: Night Swimmin' and an English Muffin
- Diretto da: Pamela Fryman
- Scritto da: Chuck Lorre, Eddie Gorodetsky e Gemma Baker

### Trama
Bonnie e Adam continuano a litigare. Adam, inoltre, deve incontrare la moglie, dalla quale non ha mai divorziato, per sbrigare alcuni affari comuni. I due si erano divisi per l'infedeltà della moglie e ora lei vorrebbe riunirsi ad Adam.

## L'incidente di Adam
- Titolo originale: Martinis and a Sponge Bath
- Diretto da: Pamela Fryman
- Scritto da: Chuck Lorre, Eddie Gorodetsky e Gemma Baker

### Trama
Adam e Christy hanno un incidente in auto e finiscono in ospedale. Dopo le dimissioni, Bonnie deve accudire Christy mentre di Adam si occupa la moglie, ma solo fino a quando anche Bonnie decide di andare da Adam per non lasciare campo libero alla moglie.

## Le valutazioni
- Titolo originale: A Fist Fight and a Grunt of Approval
- Diretto da: Pamela Fryman
- Scritto da: Chuck Lorre, Eddie Gorodetsky e Gemma Baker

### Trama
A Jill, dopo un colloquio con l'ufficio per le adozioni, offrono l'affidamento di Emily, una quattordicenne da tempo nel circuito delle adozioni; lei accetta e le due iniziano una convivenza di prova. Jill fatica a entrare in confidenza con Emily e si fa aiutare da Christy; grazie al suo aiuto riesce a fare buona impressione alla ragazza. Bonnie, nel frattempo, per mantenere il lavoro di amministratore deve ricevere delle valutazioni positive dagli inquilini, e per farlo dovrà essere più disponibile nei loro confronti.

## Per colpa tua
- Titolo originale: Tush Push and Some Radishes
- Diretto da: Pamela Fryman
- Scritto da: Chuck Lorre, Eddie Gorodetsky e Gemma Baker

### Trama
Bonnie viene avvisata che la madre è morta, ma reagisce con freddezza. Christy e Bonnie vanno a liberare l'appartamento dagli effetti personali della defunta, e lì incontrano un uomo di colore fratellastro di Bonnie. L'uomo, avvocato di successo che si è fatto da solo, regala a Christy il denaro che la madre aveva in casa. Bonnie, sulla tomba della madre, fa pace con lei e con sé stessa.

## Amore tantrico
- Titolo originale: Tantric Sex and the Sprouted Flute
- Diretto da: Pamela Fryman
- Scritto da: Chuck Lorre, Eddie Gorodetsky e Gemma Baker

### Trama
Adam invita Bonnie a vivere da lui e lei accetta entusiasta. Christy frequenta un uomo giovane e affascinante ma dalle idee un po' stravaganti. Mamma e figlia incontrano molte difficoltà nelle loro storie sentimentali fino a quando Bonnie decide di tornare a casa e Christy rompe con l'amico.

## Un passato da superare
- Titolo originale: The Dali Lama and a Hedge Made of Gold
- Diretto da: Pamela Fryman
- Scritto da: Chuck Lorre, Eddie Gorodetsky e Gemma Baker

### Trama
La tutor di Marjorie rompe la sobrietà dopo 52 anni e lei, disperata, si ritira a casa per stare sola con il marito. Christy, alla riunione del gruppo, riconosce in un nuovo arrivato l'uomo che anni prima l'aveva abusata sessualmente e ne rimane sconvolta. Marjorie e Christy superano le rispettive crisi parlando insieme e uscendo dal proprio isolamento.

## Un funerale inaspettato
- Titolo originale: A Few Thongs and a Hawaiian Funeral
- Diretto da: Pamela Fryman
- Scritto da: Chuck Lorre, Eddie Gorodetsky e Gemma Baker

### Trama
Adam deve andare alle Hawaii al funerale della suocera insieme alla moglie. Bonnie non ne è felice ma non si oppone e accetta di occuparsi del cane Sanson. Jill deve accompagnare Emily dalla madre che si trova in un istituto di riabilitazione per alcolisti e tossicodipendenti. Qui, Christy riconosce la madre di Emily, Natasha, ex spogliarellista e decide di aiutarla a trovare lavoro per riottenere l'affidamento della figlia.

## Benvenuto in famiglia
- Titolo originale: Lockjaw and a Liquid Diet
- Diretto da: Pamela Fryman
- Scritto da: Chuck Lorre, Eddie Gorodetsky e Gemma Baker

### Trama
Bonnie deve allo Stato 18000 dollari di tasse arretrate. Le serve un avvocato fiscalista ma non può permetterselo. Dopo aver chiesto aiuto a Steve e Christy, chiede assistenza al fratello Rey che accetta "pro bono". Bonnie ottiene così un accordo col fisco e un fratello ex tossico.